# دانيال لويس (مصمم رقص)
دانيال لويس (بالإنجليزية: Daniel Lewis)‏ هو مصمم رقص أمريكي، ولد في 12 يوليو 1944.